# Campeonato Europeu de Atletismo em Pista Coberta de 2019 - 800 m masculino
A prova dos 800 metros masculino do Campeonato Europeu de Atletismo em Pista Coberta de 2019 foi disputada entre os dias  1 e 3 de março de 2019 na Emirates Arena, em Glasgow, no Reino Unido. 

## Recordes
Antes desta competição, os recordes mundiais e do campeonato nesta prova eram os seguintes:
|                       | Nome             | Nacionalidade | Tempo     | Local | Data               |
| --------------------- | ---------------- | ------------- | --------- | ----- | ------------------ |
| Recorde mundial       | Wilson Kipketer  | Dinamarca     | 1m 42s 67 | Paris | 9 de março de 1997 |
| Recorde do campeonato | Paweł Czapiewski | Polónia       | 1m 44s 78 | Viena | 3 de março de 2002 |
| Recorde europeu       | Wilson Kipketer  | Dinamarca     | 1m 42s 67 | Paris | 9 de março de 1997 |

## Medalhistas
| Ouro                   | Prata            | Bronze             |
| Álvaro de Arriba (ESP) | Jamie Webb (GBR) | Mark English (IRL) |

## Cronograma
Todos os horários são locais (UTC +0).
| Data       | Hora  | Evento    |
| ---------- | ----- | --------- |
| 1 de março | 19:48 | Bateria   |
| 2 de março | 18:25 | Semifinal |
| 3 de março | 18:57 | Final     |

## Resultados

### Bateria
Qualificação: 2 atletas de cada bateria (Q) mais os 2 melhores qualificados (q). 

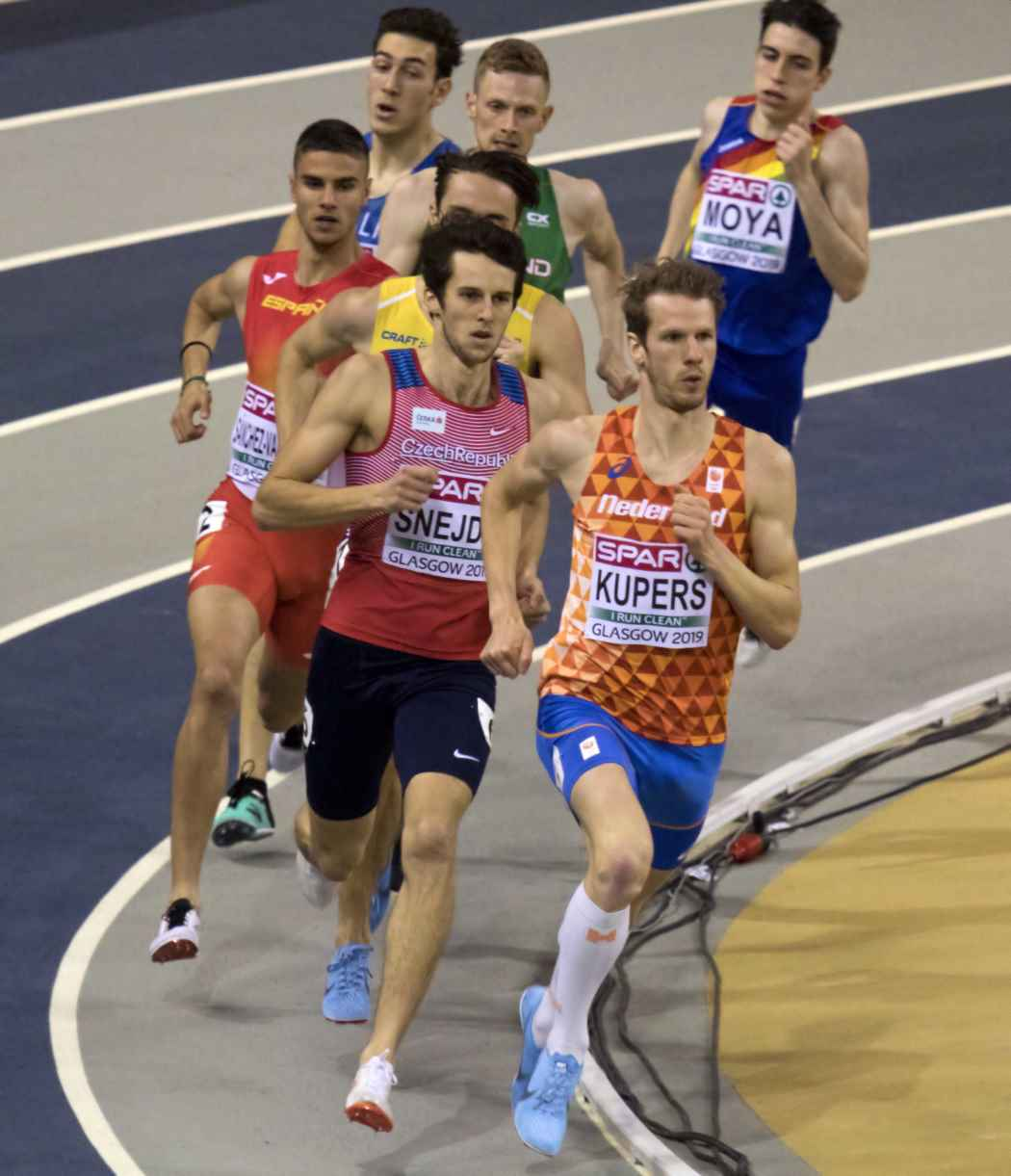
Bateria 4

| Posição | Bateria | Atleta                   | Nacionalidade        | Tempo   | Notas           |
| ------- | ------- | ------------------------ | -------------------- | ------- | --------------- |
| 1       | 1       | Amel Tuka                | Bósnia e Herzegovina | 1:47.95 | Q               |
| 2       | 5       | Jamie Webb               | Grã-Bretanha         | 1:47.96 | Q               |
| 3       | 1       | Mariano García           | Espanha              | 1:48.09 | Q               |
| 4       | 5       | Álvaro de Arriba         | Espanha              | 1:48.15 | Q               |
| 5       | 1       | Andreas Bube             | Dinamarca            | 1:48.33 | q               |
| 6       | 1       | Joe Reid                 | Grã-Bretanha         | 1:48.56 | q               |
| 7       | 2       | Christoph Kessler        | Alemanha             | 1:48.62 | Q               |
| 8       | 4       | Andreas Kramer           | Suécia               | 1:48.67 | Q               |
| 9       | 4       | Filip Šnejdr             | Chéquia              | 1:48.71 | Q               |
| 10      | 4       | Thijmen Kupers           | Países Baixos        | 1:48.72 |                 |
| 11      | 5       | Mateusz Borkowski        | Polónia              | 1:48.82 |                 |
| 12      | 4       | Pablo Sánchez-Valladeres | Espanha              | 1:48.90 |                 |
| 12      | 5       | Nasredine Khatir         | França               | 1:48.90 |                 |
| 14      | 2       | Guy Learmonth            | Grã-Bretanha         | 1:48.98 | Q               |
| 15      | 5       | Markus Einan             | Noruega              | 1:49.14 |                 |
| 16      | 2       | Abedin Mujezinović       | Bósnia e Herzegovina | 1:49.26 | Recorde pessoal |
| 17      | 1       | Lukáš Hodboď             | Chéquia              | 1:49.31 |                 |
| 18      | 2       | Michał Rozmys            | Polónia              | 1:49.35 |                 |
| 19      | 3       | Mark English             | Irlanda              | 1:49.38 | Q               |
| 20      | 1       | Erik Martinsson          | Suécia               | 1:49.39 |                 |
| 21      | 1       | Salih Teksöz             | Turquia              | 1:49.54 |                 |
| 22      | 3       | Aymeric Lusine           | França               | 1:49.62 | Q               |
| 23      | 2       | Tamás Kazi               | Hungria              | 1:49.66 |                 |
| 24      | 4       | Zak Curran               | Irlanda              | 1:49.77 |                 |
| 25      | 3       | Balázs Vindics           | Hungria              | 1:49.98 |                 |
| 26      | 3       | Yevhen Hutsol            | Ucrânia              | 1:50.29 |                 |
| 27      | 5       | Richard Douma            | Países Baixos        | 1:50.36 |                 |
| 28      | 3       | Thomas Roth              | Noruega              | 1:50.42 |                 |
| 29      | 2       | Conall Kirk              | Irlanda              | 1:50.50 |                 |
| 30      | 4       | Simone Barontini         | Itália               | 1:50.54 |                 |
| 31      | 3       | Robert Farken            | Alemanha             | 1:51.02 |                 |
| 32      | 5       | Žan Rudolf               | Eslovênia            | 1:51.75 |                 |
| 33      | 4       | Pol Moya                 | Andorra              | 1:53.21 |                 |
| 34      | 2       | Musa Hajdari             | Kosovo               | DNS     |                 |

### Semifinal
Qualificação: 3 atletas de cada bateria (Q). 

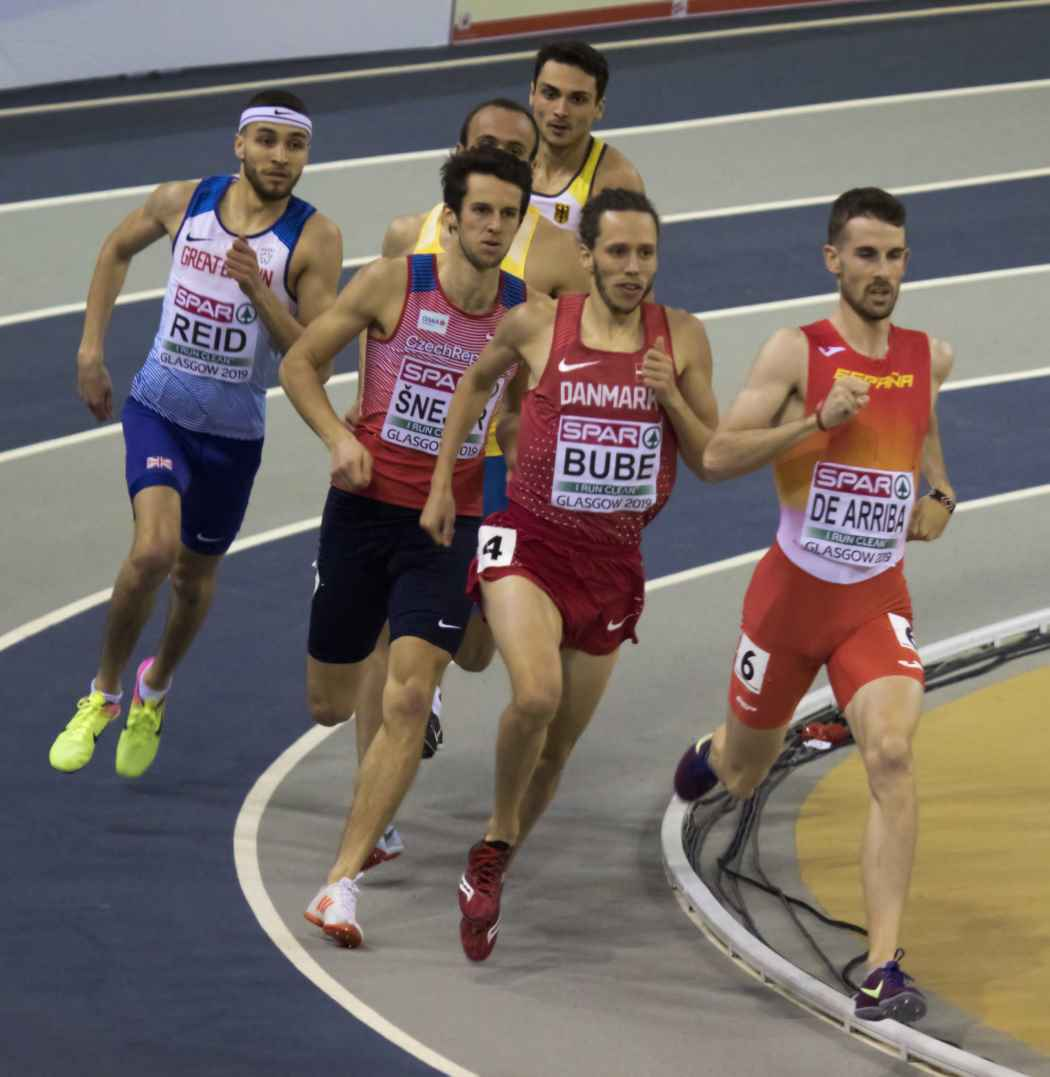
Semifinal 1

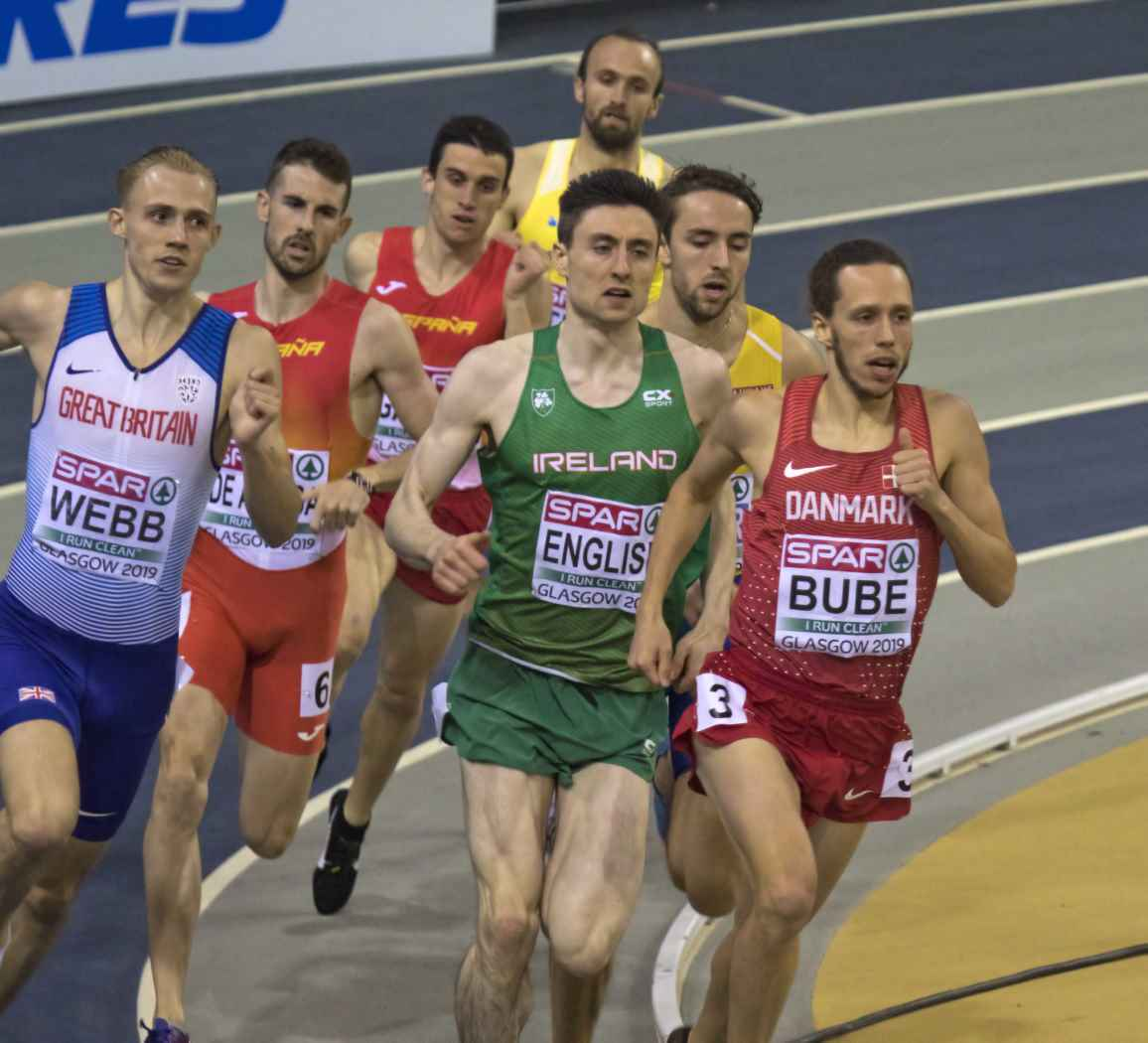
A final

| Posição | Bateria | Atleta            | Nacionalidade        | Tempo   | Notas |
| ------- | ------- | ----------------- | -------------------- | ------- | ----- |
| 1       | 2       | Mariano García    | Espanha              | 1:48.84 | Q     |
| 2       | 2       | Jamie Webb        | Grã-Bretanha         | 1:48.85 | Q     |
| 3       | 2       | Andreas Kramer    | Suécia               | 1:49.06 | Q     |
| 4       | 2       | Aymeric Lusine    | França               | 1:49.48 |       |
| 5       | 1       | Álvaro de Arriba  | Espanha              | 1:50.12 | Q     |
| 6       | 1       | Andreas Bube      | Dinamarca            | 1:50.18 | Q     |
| 7       | 1       | Amel Tuka         | Bósnia e Herzegovina | 1:50.41 | Q     |
| 8       | 1       | Christoph Kessler | Alemanha             | 1:50.62 |       |
| 9       | 2       | Mark English      | Irlanda              | 1:50.70 | qR    |
| 10      | 1       | Filip Šnejdr      | Chéquia              | 1:50.72 |       |
| 11      | 1       | Joe Reid          | Grã-Bretanha         | 1:51.26 |       |
| 12      | 2       | Guy Learmonth     | Grã-Bretanha         | DNF     |       |

### Final
A final aconteceu às 18:57 no dia 3 de março de 2019. 
| Posição           | Atleta           | Nacionalidade        | Tempo   | Notas           |
| ----------------- | ---------------- | -------------------- | ------- | --------------- |
| Medalha de ouro   | Álvaro de Arriba | Espanha              | 1:46.83 |                 |
| Medalha de prata  | Jamie Webb       | Grã-Bretanha         | 1:47.13 | Recorde pessoal |
| Medalha de bronze | Mark English     | Irlanda              | 1:47.39 |                 |
| 4                 | Mariano García   | Espanha              | 1:47.58 | Recorde pessoal |
| 5                 | Andreas Bube     | Dinamarca            | 1:47.67 |                 |
| 6                 | Amel Tuka        | Bósnia e Herzegovina | 1:47.91 |                 |
| 7                 | Andreas Kramer   | Suécia               | 1:48.06 |                 |

Legenda
| Recorde mundial       | Recorde mundial (World record)               |                       | Recorde africano                      | Recorde africano (African) |                                           | Q | Classificado por posição (Qualified) |
| Recorde do campeonato | Recorde do campeonato (Championship record)  | Recorde da América    | Recorde da América (Americas)         | q                          | Classificado por melhor tempo (Qualified) |   |                                      |
| Melhor marca do ano   | Melhor marca do ano (World leading)          | Recorde asiático      | Recorde asiático (Asian)              | DNS                        | Não largou (Did not start)                |   |                                      |
| Recorde nacional      | Recorde nacional (National record)           | Recorde europeu       | Recorde europeu (European)            | DNF                        | Não terminou (Did not finish)             |   |                                      |
| Recorde pessoal       | Recorde pessoal do atleta (Personal best)    | Recorde da Oceania    | Recorde da Oceania (Oceania)          | DSQ / DQ                   | Desclassificado (Disqualified)            |   |                                      |
| Recorde da temporada  | Recorde da temporada do atleta (Season best) | Recorde sul-americano | Recorde sul-americano (South America) | NM                         | Sem marca (No mark)                       |   |                                      |